# Benzouh
Benzouh è un comune dell'Algeria, situato nella provincia di M'Sila.